# Patoka (Basse-Silésie)
Pour les articles homonymes, voir Patoka.
Patoka est une localité polonaise de la gmina de Gromadka, située dans le powiat de Bolesławiec en voïvodie de Basse-Silésie.